# Степновская волость
Степновская волость — административно-территориальная единица, входившая в состав Новоузенского уезда Самарской губернии. Образована в 1881 года в результате разукрупнения Тарлыцкой волости
Административный центр - село Степное.
Население волости составляли преимущественно немцы, католики, лютеране и реформаты.
В период до установления советской власти волость имела аппарат волостного правления, традиционный для таких административно-территориальных единиц Российской империи.
Волость располагалась в западной части Новоузенского уезда, по левую сторону от реки Волги. Согласно карте уездов Самарской губернии 1912 года волость состояла из двух частей. Основной участок граничил на западе - с Саратовской губернией, на севере - с Узморской волостью, на юге - с Тарлыцкой волостью. Чересполосный участок граничил на северо-западе - с Покровской волостью, на северо-востоке - с Нижне-Караманской волостью, на юго-востоке и юге - с Малышинской волостью, на западе - с Тарлыцкой волостью
Территория бывшей волости является частью земель Ровенского и Энгельсского районов Саратовской области.

## Состав волости
| № | Населённые пункты (без хуторов) | Население (1889 год) | Население (1910 год) | Преобладающие национальности, вероисповедания | Современное состояние                   |
| - | ------------------------------- | -------------------- | -------------------- | --------------------------------------------- | --------------------------------------- |
| 1 | село Степное (Шталь)            | 3500                 | 3640                 | немцы, лютеране                               | село, Энгельсский район                 |
| 2 | село Вольское (Куккус)          | 2839                 | 3330                 | немцы, реформаты                              | село Приволжское, Ровенский район       |
| 3 | село Казицкое (Брабенберг)      | 2777                 | 3051                 | немцы, католики                               | село Красноармейское, Энгельсский район |
| 4 | село Берёзовка (Теллер)         | 1864                 | 2392                 | немцы, католики                               | село, Энгельсский район                 |
| 5 | село Зауморье (Бангерт)         | 1523                 | 1844                 | немцы, лютеране                               | село, Энгельсский район                 |
| 6 | село Яблоновка (Лаубе)          | 1993                 | 2588                 | немцы, лютеране                               | село, Ровенский район                   |
| 7 | село Поповкина (Йост)           | 1713                 | 2207                 | немцы, лютеране                               | не существует                           |